# Parco della Mole Adriana
Il Parco della Mole Adriana, comunemente indicato come giardini di Castel Sant'Angelo, è un parco pubblico di Roma, ricavato nell'area circostante Castel Sant'Angelo.

## Storia

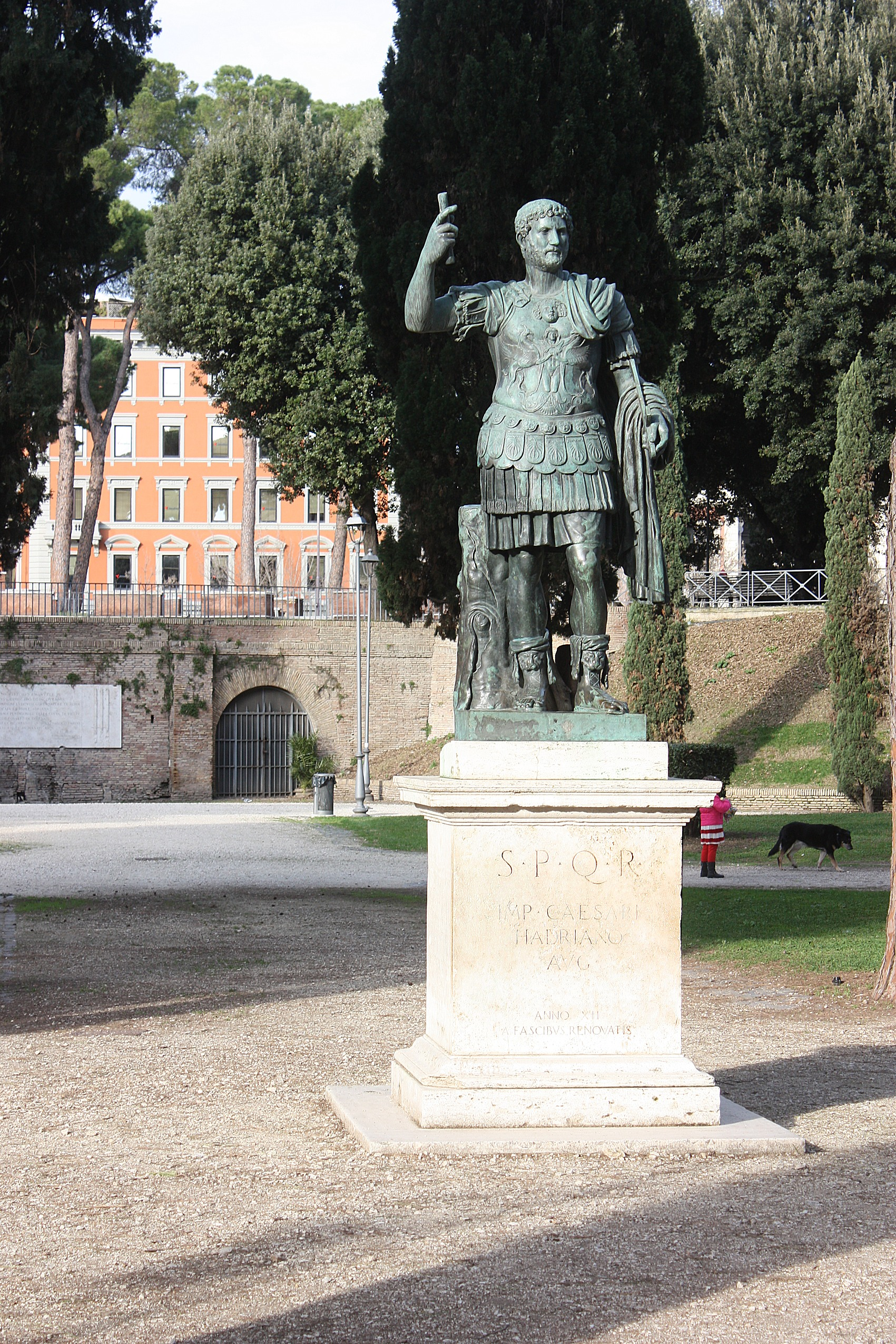
La statua di Adriano posta negli anni 1930

La vasta area, sita tra la cinta quadrata e quella pentagonale della ex fortezza, fu adibita a parco già in occasione dell'esposizione nazionale per il cinquantenario dell'Unità d'Italia (1911).
L'assetto tuttora visibile, tuttavia, è quello risalente ai lavori del 1933-34, su progetto di Attilio Spaccarelli.
Il parco ha ricevuto un risanamento delle essenze vegetali nel 2015-16, e una riqualificazione più ampia nel 2025, in occasione del giubileo.